# 张明煜
张明煜（2001年10月3日—），中国女子现代五项运动员，2018年亚洲运动会女子个人金牌得主、2022年亚洲运动会女子个人和女子团体金牌得主。